# Synotaxus bonaldoi
Synotaxus bonaldoi is een spinnensoort in de taxonomische indeling van de Synotaxidae.
Het dier behoort tot het geslacht Synotaxus. De wetenschappelijke naam van de soort werd voor het eerst geldig gepubliceerd in 2005 door A. J. Santos & C. A. Rheims.